# Episodi di Lawman (quarta stagione)
La quarta stagione della serie televisiva Lawman è andata in onda negli Stati Uniti dal 17 settembre 1961 al 24 giugno 1962 sulla ABC.
| nº | Titolo originale       | Prima TV USA      |
| -- | ---------------------- | ----------------- |
| 1  | Trapped                | 17 settembre 1961 |
| 2  | The Juror              | 24 settembre 1961 |
| 3  | The Four               | 1º ottobre 1961   |
| 4  | The Son                | 8 ottobre 1961    |
| 5  | Owny O'Reilly, Esquire | 15 ottobre 1961   |
| 6  | The Substitute         | 22 ottobre 1961   |
| 7  | The Stalker            | 29 ottobre 1961   |
| 8  | The Catalog Woman      | 5 novembre 1961   |
| 9  | The Cold One           | 12 novembre 1961  |
| 10 | Porphyria's Lover      | 19 novembre 1961  |
| 11 | The Appointment        | 26 novembre 1961  |
| 12 | The Lords of Darkness  | 3 dicembre 1961   |
| 13 | Tarot                  | 10 dicembre 1961  |
| 14 | The Prodigal Mother    | 17 dicembre 1961  |
| 15 | By the Book            | 24 dicembre 1961  |
| 16 | Trojan Horse           | 31 dicembre 1961  |
| 17 | The Locket             | 7 gennaio 1962    |
| 18 | A Friend of the Family | 14 gennaio 1962   |
| 19 | The Vintage            | 21 gennaio 1962   |
| 20 | The Tarnished Badge    | 28 gennaio 1962   |
| 21 | No Contest             | 4 febbraio 1962   |
| 22 | Change of Venue        | 11 febbraio 1962  |
| 23 | The Holdout            | 18 febbraio 1962  |
| 24 | The Barber             | 25 febbraio 1962  |
| 25 | The Long Gun           | 4 marzo 1962      |
| 26 | Clootey Hutter         | 11 marzo 1962     |
| 27 | Heritage of Hate       | 18 marzo 1962     |
| 28 | Mountain Man           | 25 marzo 1962     |
| 29 | The Bride              | 1º aprile 1962    |
| 30 | The Wanted Man         | 8 aprile 1962     |
| 31 | Sunday                 | 15 aprile 1962    |
| 32 | The Youngest           | 22 aprile 1962    |
| 33 | Cort                   | 29 aprile 1962    |
| 34 | The Doctor             | 6 maggio 1962     |
| 35 | Man Behind the News    | 13 maggio 1962    |
| 36 | Get Out of Town        | 20 maggio 1962    |
| 37 | The Actor              | 27 maggio 1962    |
| 38 | Explosion              | 3 giugno 1962     |
| 39 | Jailbreak              | 10 giugno 1962    |
| 40 | The Unmasked           | 17 giugno 1962    |
| 41 | The Witness            | 24 giugno 1962    |

## Trapped
- Prima televisiva: 17 settembre 1961
- Diretto da: Richard C. Sarafian
- Scritto da: Walter Wagner

### Trama
- Guest star: Peter Breck (Hale Connors), Vinton Hayworth (Oren Slauson), House Peters, Jr. (Joe Poole), Grady Sutton (Ben Toomey), Maxine Wagner (Mrs. Willock)

## The Juror
- Prima televisiva: 24 settembre 1961
- Diretto da: Marc Lawrence
- Scritto da: Ric Hardman

### Trama
- Guest star: Harry Cheshire (giudice Trager), Jack Hogan (Bob Cawley), Dan Sheridan (Jake), Larry J. Blake (Mister Parker), Jim Hayward (Adam Larkin), Karl Davis (membro della banda), Bruce MacFarlane (uomo)

## The Four
- Prima televisiva: 1º ottobre 1961
- Diretto da: Richard C. Sarafian
- Scritto da: John D. F. Black

### Trama
- Guest star: Joseph Gallison (Lee Darragh), Jack Elam (Herm Forrest), Norman Alden (Charley), Dan Sheridan (Jake), Grady Sutton (Ben Toomey), Dorothy Konrad (Mrs. Bangle), Richard Gardner (Frank), Johnny Weissmuller Jr. (Willy), Clyde Howdy (Onlooker)

## The Son
- Prima televisiva: 8 ottobre 1961
- Diretto da: Richard C. Sarafian
- Scritto da: John D. F. Black

### Trama
- Guest star: Chad Everett (Cole Herod), James Westerfield (Zacharia Herod), Tom Reese (Bob Mengis), Dan Sheridan (Jake), Charles Irving (Eugene Thomas), John Truax (cittadino in Birdcage)

## Owny O'Reilly, Esquire
- Prima televisiva: 15 ottobre 1961
- Diretto da: Leslie H. Martinson
- Scritto da: Ric Hardman

### Trama
- Guest star: Joel Grey (Owny O'Reilly), Roberta Shore (Millie Cotton aka Millie Johnson), Mort Mills (Jack Saunders), Barry Kelley (governatore Johnson), Grady Sutton (Ben Toomey), Emile Avery (conducente della diligenza), Fred Carson (frequentatore bar), Cactus Mack (frequentatore bar), Jack Perrin (frequentatore bar)

## The Substitute
- Prima televisiva: 22 ottobre 1961
- Diretto da: Robert B. Sinclair
- Soggetto di: Robert L. Palmer

### Trama
- Guest star: Whit Bissell (Al Skinner), Kathleen Freeman (Mavis Martingale), Jan Arvan (Homer Martingale), Dan Sheridan (Jake), Dee Carroll (Trilby Johnson), Almira Sessions (signora), Anne Blake (signora), Hank Stanton (Bobby Martingale), Anjo Stanton (Edith Martingale)

## The Stalker
- Prima televisiva: 29 ottobre 1961
- Diretto da: Richard C. Sarafian
- Scritto da: John Tomerlin

### Trama
- Guest star: Peter Whitney (Alteeka McClintoch), Harry Lauter (Compton Schaeffer), Don 'Red' Barry (Jess Schaeffer), Dan Sheridan (Jake), Robert Gunderson (Masten)

## The Catalog Woman
- Prima televisiva: 5 novembre 1961
- Diretto da: Leslie H. Martinson
- Scritto da: Ric Hardman

### Trama
- Guest star: Richard Carlyle (Agatha Wingate and/or Ida Creevey), Vinton Hayworth (Oren Slauson), Herb Vigran (Walt Perkins), William Fawcett (John), Charles Alvin Bell (passeggero), Lester Miller (uomo), Emile Avery (conducente della diligenza)

## The Cold One
- Prima televisiva: 12 novembre 1961
- Diretto da: Richard C. Sarafian
- Scritto da: Mark Rodgers

### Trama
- Guest star: Joyce Meadows (Barbara Harris), Michael Pate (King Harris), Tom Gilson (Rio), Ric Marlow (Willis), Percy Helton (Thatcher), I. Stanford Jolley (Tom Carver), Sandy McPeak (Ed Lane (Sandy Kevin), Dick Winslow (barista), Emile Avery (conducente della diligenza), Cactus Mack (Slade), Jack Perrin (frequentatore bar)

## Porphyria's Lover
- Prima televisiva: 19 novembre 1961
- Diretto da: Richard C. Sarafian
- Scritto da: Margaret Armen

### Trama
- Guest star: Lance Fuller (Galt Stevens), Benny Baker (Dave), Jeanne Vaughn (Eve)

## The Appointment
- Prima televisiva: 26 novembre 1961
- Diretto da: Richard Benedict
- Scritto da: John D. F. Black

### Trama
- Guest star: Kent Smith (maggiore Jason Leeds), John Kellogg (Bern Lochard), Dan Sheridan (Jake), Grady Sutton (Ben Toomey), Tom London (Pete), Zack Foster (tenente)

## The Lords of Darkness
- Prima televisiva: 3 dicembre 1961
- Diretto da: Richard C. Sarafian
- Scritto da: Mark Rodgers

### Trama
- Guest star: Arch Johnson (Andrew Lord), Elen Willard (Caroline Lord), Dan Sheridan (Jake), Corey Allen (William Lord), James de Closs (Robert Lord), Damian O'Flynn (Sutter), Owen Bush (barista), Charles Maxwell (Marshal), Clyde Howdy (avventore del saloon)

## Tarot
- Prima televisiva: 10 dicembre 1961
- Diretto da: Robert B. Sinclair, Mark Rodgers

### Trama
- Guest star: Robert McQueeney (Joe Wyatt), Dan Sheridan (Jake), Bill Zuckert (Luther), K. L. Smith (Jess), Fred Sherman (Line Agent (Fred), Bruce MacFarlane (Ike Buford), Nick Pawl (bandito), Emile Avery (conducente della diligenza)

## The Prodigal Mother
- Prima televisiva: 17 dicembre 1961
- Diretto da: Robert B. Sinclair
- Soggetto di: Fanya Lawrence

### Trama
- Guest star: Catherine McLeod (Margaret Coleson), Billy Booth (Tad McCallan), Mina Brown (Ella McCallan), King Calder (Dave McCallan), Emile Avery (conducente della diligenza)

## By the Book
- Prima televisiva: 24 dicembre 1961
- Diretto da: Irving J. Moore
- Scritto da: John Tomerlin

### Trama
- Guest star: Lyle Talbot (Orville Luster), Walter Burke (Ernie), Sheldon Allman (Teakwood), Dan Sheridan (Jake), Richard Benedict (Lou Silk), John Cason (Brad Oliver), James Waters (Mr. Friendly), Emile Avery (conducente della diligenza)

## Trojan Horse
- Prima televisiva: 31 dicembre 1961
- Diretto da: Richard C. Sarafian
- Scritto da: John Tomerlin

### Trama
- Guest star: Kenneth Tobey as Clooney (Duncan Clooney), (Ken Tobey), Richard Bakalyan (Eggers), Charlie Briggs (Falk), Emile Avery (uomo)

## The Locket
- Prima televisiva: 7 gennaio 1962
- Diretto da: Robert B. Sinclair
- Scritto da: Margaret Armen

### Trama
- Guest star: Robert Colbert (Breen), Julie Van Zandt (Marcia Smith), Boyd 'Red' Morgan (Scar)

## A Friend of the Family
- Prima televisiva: 14 gennaio 1962
- Diretto da: Richard C. Sarafian
- Scritto da: John Tomerlin

### Trama
- Guest star: Frank Ferguson (Joe Henny), Vinton Hayworth (Oren Slauson), Don Kelly (Grat Lowell), Gertrude Flynn (Miss Selma), Ted Quillan (Gus Baker)

## The Vintage
- Prima televisiva: 21 gennaio 1962
- Diretto da: Richard C. Sarafian
- Scritto da: John D. F. Black

### Trama
- Guest star: Ernest Sarracino (Lazaro Lazarino), Kevin Hagen (Kulp), Armand Alzamora (Antonio Lazarino), Richard Reeves (Joe), Dan Sheridan (Jake), Harry Cheshire (giudice Trager), Sailor Vincent (cittadino)

## The Tarnished Badge
- Prima televisiva: 28 gennaio 1962
- Diretto da: Richard C. Sarafian

### Trama
- Guest star: Lon Chaney, Jr. (Jess Bridges), Jackie Searl (Slick), Marshall Reed (Jake), Rex Devereaux (membro posse)

## No Contest
- Prima televisiva: 4 febbraio 1962

### Trama
- Guest star: Richard Rogers (Jeff Allen), Dawn Wells (Elaine (Elly) Stratton), Guy Stockwell (Jib (Jib Willis), Frank Watkins (Ames (Les Ames), Emile Avery (conducente della diligenza), Fred Carson (cowboy), Jack Perrin (frequentatore bar), Sailor Vincent (barista)

## Change of Venue
- Prima televisiva: 11 febbraio 1962

### Trama
- Guest star: Philip Carey (Barron Shaw), Jan Shepard (Madelyn Chase), Robert Adler (conducente della diligenza), Roy Barcroft (Luke Tennant), Larry J. Blake (Parker), Jack Williams (Cay), Emile Avery (cittadino), Fred Carson (cittadino), Russ McCubbin (membro della banda), Ted White (cittadino)

## The Holdout
- Prima televisiva: 18 febbraio 1962

### Trama
- Guest star: Arch Johnson (Logan), Larry Ward (Blake Stevens), Harry Cheshire (giudice Trager), Addison Richards (Ben Thurston), Joseph Ruskin (Ed James), Tom Monroe (Bob Sherman), Jack Perrin (Membro del comitato)

## The Barber
- Prima televisiva: 25 febbraio 1962

### Trama
- Guest star: Pitt Herbert (Sylvester (Sil) O'Toole), Wendell Holmes (Frank MacStrowd), Vinton Hayworth (Oren Slauson), Dan Sheridan (Jake), William Fawcett (Ed Carruthers), Gail Bonney (Mrs. Wilson), Owen Bush (Will Puffin), Frank Watkins (Hank Koop), George Greco (Ren Herbert), Emile Avery (conducente della diligenza)

## The Long Gun
- Prima televisiva: 4 marzo 1962

### Trama
- Guest star: John Dehner (Ben Wyatt), George Dunn (Ed Love), Dan Sheridan (Jake), Grady Sutton (Ben Toomey), Robert "Buzz" Henry (Bodeen Brother), Al Wyatt (Bodeen Brother)

## Clootey Hutter
- Prima televisiva: 11 marzo 1962

### Trama
- Guest star: Virginia Gregg (Clootey Hutter), Jack Elam (Paul Henry), Jack Hogan (Earl Henry), Justin Smith (Ed Cramer), Emile Avery (frequentatore bar)

## Heritage of Hate
- Prima televisiva: 18 marzo 1962

### Trama
- Guest star: Kathie Browne (Laurie Kemper), Roy Roberts (John Kemper), William Joyce (Bill Fells), Frank Albertson (Henry Bildy), Harry Cheshire (giudice Trager), Ken Mayer (Moss), Baynes Barron (Burns), Grace Albertson (Sarah Bildy), Jerry Catron (mandriano)

## Mountain Man
- Prima televisiva: 25 marzo 1962

### Trama
- Guest star: Med Flory (Lex Buckman), Dan Sheridan (Jake), William Fawcett (Barber), Rusty Wescoatt (Blacksmith), Emile Avery (Stage Coach Driver), Jack Shea (Wagoneer), Clyde Howdy (cittadino in Saloon), Sailor Vincent (cittadino)

## The Bride
- Prima televisiva: 1º aprile 1962

### Trama
- Guest star: Jo Morrow (Melanie Wells), William Mims (Frank Farnum), L. Q. Jones (Ollie Earnshaw), Dan Sheridan (Jake), Grady Sutton (Ben Toomey; solo credito), Frank J. Scannell (Saul), Bob Terhune (Haw), Harry Strang (Ed Lecky)

## The Wanted Man
- Prima televisiva: 8 aprile 1962

### Trama
- Guest star: Marie Windsor (Ann Jesse), Dick Foran (Frank Jesse), Alan Baxter (Joe Street), Jan Stine (Ben Jesse), Ralph Moody (Doc Greer)

## Sunday
- Prima televisiva: 15 aprile 1962

### Trama
- Guest star: Andrew Duggan (Frank Boone), Richard Evans (Billy Deal), Greg Benedict (Jim Young), Dan Sheridan (Jake), Robert "Buzz" Henry (Wid Young)

## The Youngest
- Prima televisiva: 22 aprile 1962

### Trama
- Guest star: Joseph Gallison (Jim Martin Jr.), Olive Carey (Ma Martin), Tom Gilson (Sam Martin), Charlie Briggs (Darrel Martin), Dan Sheridan (Jake), Gene Roth (Jim Martin Sr.)

## Cort
- Prima televisiva: 29 aprile 1962

### Trama
- Guest star: Kevin Hagen (Cort Evers), Harry Carey, Jr. (Mitch Evers), Ralph Moody (Jessup)

## The Doctor
- Prima televisiva: 6 maggio 1962

### Trama
- Guest star: Eloise Hardt (Cissy Lawson), Whit Bissell (Alexander Burrell), Charles Lane (Morris Weeks), Sherwood Price (Will Evans), I. Stanford Jolley (Ed Sims), Harry Strang (Randy Whedon), Lyle Latell (sceriffo Parker), Emile Avery (conducente della diligenza)

## Man Behind the News
- Prima televisiva: 13 maggio 1962

### Trama
- Guest star: Clinton Sundberg (Luther Boardman), Hal Baylor (Mort Peters), Harry Cheshire (giudice Trager), Peggy Mondo (Flora), Bruce MacFarlane (cittadino), Emile Avery (frequentatore bar)

## Get Out of Town
- Prima televisiva: 20 maggio 1962

### Trama
- Guest star: Bill Williams (Jim Bushrod), Vinton Hayworth (Oren Slauson), Tim Graham (Amos Hall), Dan Sheridan (Jake), John Hubbard (Sy), Tom London (Pete), Art Stewart (Remmy)

## The Actor
- Prima televisiva: 27 maggio 1962

### Trama
- Guest star: John Carradine (Geoffrey Hendon), Mary Anderson (Martha Carson), Dan Sheridan (Jake), Warren J. Kemmerling (Bill Carson), Harry Harvey (dottor Wilson), Raymond Mayo (George Carson), Harry Seymour (suonatore piano)

## Explosion
- Prima televisiva: 3 giugno 1962

### Trama
- Guest star: Gary Vinson (Jess Billings\), Miranda Jones (Bobbie Desmond), Denver Pyle (Sam Brackett), John Qualen (Doc Shea), Milton Parsons (Mr. Murdoch), Gilman Rankin (Paul Dales), Blossom Rock (Mrs. Murdoch)

## Jailbreak
- Prima televisiva: 10 giugno 1962

### Trama
- Guest star: Peter Breck (Pete Bole), Pamela Austin (Little Britches), James Griffith (Heracles Snead), Frank Ferguson (Howard Callaghan), Mickey Simpson (Murph), Dee Woolem (Man of the Street), Fred Carson (Cutter)

## The Unmasked
- Prima televisiva: 17 giugno 1962

### Trama
- Guest star: Angela Greene (Marian Brockway), Dabbs Greer (Joe Brockway), Jack Albertson (Doc Peters), Vinton Hayworth (Oren Slauson), Barry Atwater (Carter Banks), Charles Maxwell (Samuel Davidson), Dan Sheridan (Jake), Henry Rowland (Riggs), Ted White (Barton), Mike Lally (spettatore del Medicine Show)

## The Witness
- Prima televisiva: 24 giugno 1962

### Trama
- Guest star: John Agar (Jim Martin), Jay Novello (Beebee (Beebee Williams), Morgan Woodward (Nathan Adams), Sarah Selby (Sarah Selby), Dan Sheridan (Jake), Harry Cheshire (giudice Trager), Bruce MacFarlane (impiegato), Don Dillaway (Judd), Emile Avery (frequentatore bar), Clyde Howdy (giurato), Jack Perrin (giurato)